# Caloptilia rhoifoliella
Caloptilia rhoifoliella är en fjärilsart som först beskrevs av Victor Toucey Chambers 1876.  Caloptilia rhoifoliella ingår i släktet Caloptilia och familjen styltmalar.
Artens utbredningsområde är Bermuda. Inga underarter finns listade i Catalogue of Life.